# Uranothauma artemenes
Uranothauma artemenes is een vlinder uit de familie van de Lycaenidae. De wetenschappelijke naam van de soort is voor het eerst geldig gepubliceerd in 1880 door Mabille.